# Olympische Zwischenspiele 1906/Teilnehmer (Kanada)
| Gelbes Symbol für Goldmedaillen mit stilisierten Olympischen Ringen | Graues Symbol für Silbermedaillen mit stilisierten Olympischen Ringen | Braundes Symbol für Bronzemedaillen mit stilisierten Olympischen Ringen |
| ------------------------------------------------------------------- | --------------------------------------------------------------------- | ----------------------------------------------------------------------- |
| 1                                                                   | 1                                                                     | —                                                                       |

Kanada nahm an den Olympischen Zwischenspielen 1906 in Athen, Griechenland, mit 3 Sportlern teil. Dabei konnten die Athleten eine Gold- und eine Silbermedaille gewinnen.

## Medaillengewinner

### Olympiasieger
| Name           | Sportart       | Wettkampf |
| -------------- | -------------- | --------- |
| Billy Sherring | Leichtathletik | Marathon  |

### Zweiter
| Name       | Sportart       | Wettkampf        |
| ---------- | -------------- | ---------------- |
| Don Linden | Leichtathletik | 1500 m Bahngehen |

## Teilnehmer nach Sportarten

### Leichtathletik
- Ed Archibald
Stabhochsprung: Zehnter Platz (2,750 m)
Fünfkampf: Siebter

- Don Linden
1500 m Bahngehen:  Zweiter (7:19,8 Minuten)

- Billy Sherring
Marathon:  Olympiasieger (2:51:23,6 Stunden)